# Nederlandse kampioenschappen schaatsen sprint 1996
De Nederlandse kampioenschappen sprint 1996 voor mannen en vrouwen vormden een schaatsevenement dat onder auspiciën van de KNSB over de sprintvierkamp (2x 500, 2x 1000 meter) werd verreden. Het vond plaats in het weekend van 27 en 28 januari op de semi-overdekte ijsbaan De Smelt in Assen. Voor de mannen was het de 27e editie, voor de vrouwen de veertiende.
De NK sprint stond dit seizoen na de NK allround (m/v) (6 + 7 januari) en de EK (m/v) (19-21 januari) en voor de eerste gezamenlijke editie van de WK allround (m/v) (2-4 februari), WK sprint (m/v) (17 + 18 februari), NK afstanden (9-10 maart) en de eerste editie van de WK afstanden (15-17 maart) op de kalender. Daarvoor, tussendoor en tegelijkertijd vonden de wedstrijden plaats in het kader van het elfde seizoen van de wereldbeker schaatsen.
Mannen
Er namen zestien mannen deel, waaronder twee kampioenen en vier debutanten. Drievoudig kampioen en titelhouder Gerard van Velde behaalde zijn vierde sprinttitel, het was ook zijn vierde podiumplaats. Hij deed dit net als in 1992 en vorig jaar met vier afstandoverwinningen. Jan Bazen (1971) en Jan Ykema (1987) deden dit bij de mannen eerder, bij de vrouwen presteerde Christine Aaftink dit vier keer (1990, 1992-1994) en Yvonne van Gennip (1985) en Annamarie Thomas (1995) beide eenmaal. Net als vorig jaar werd Jakko Jan Leeuwangh weer tweede, het was zijn derde podiumplaats, in 1994 werd hij derde. Op plaats drie behaalde Jan Bos bij zijn tweede deelname zijn eerste podiumplaats. De kampioen van 1994 Nico van der Vlies eindigde dit jaar als vijfde. De twaalf te verdelen afstandmedailles werden door vijf rijders behaald.
Vrouwen
Er namen twaalf vrouwen deel, waaronder twee kampioenen en drie debutanten. Vier deelneemsters namen eerder in het seizoen deel aan de NK allround. De drievoudig (opeenvolgend) en regerend kampioene allround Annamarie Thomas prolongeerde de sprinttitel, het was ook haar tweede podiumplaats in dit kampioenschap. De tweede positie werd ingenomen door zevenvoudig kampioene Christine Aaftink (1987-1990, 1992-1994) die hiermee voor de tiende opeenvolgende keer op het erepodium plaatsnam, in 1991 werd ze ook tweede en vorig jaar derde. Op plaats drie behaalde Andrea Nuyt bij haar tweede deelname haar eerste podiumplaats. De twaalf te verdelen afstandmedailles werden door vijf rijdsters behaald.
WK sprint
De Nederlandse delegatie bij de WK sprint bestond uit de top-3 van dit NK (Bos, Leeuwangh en Van Velde) bij de mannen en bij de vrouwen uit het trio Aaftink, Thomas en Sandra Zwolle. Zwolle kreeg de voorkeur boven Nuyt op basis van hun onderlinge prestaties in het voorseizoen.

## Afstandmedailles
Mannen
| Afstand  | 1e               | 2e                  | 3e                  |
| -------- | ---------------- | ------------------- | ------------------- |
| 1e 500m  | Gerard van Velde | Maarten Blanken     | Jakko Jan Leeuwangh |
| 1e 1000m | Gerard van Velde | Jakko Jan Leeuwangh | Jan Bos             |
| 2e 500m  | Gerard van Velde | Jakko Jan Leeuwangh | Maarten Blanken     |
| 2e 1000m | Gerard van Velde | Jakko Jan Leeuwangh | Arjan Schreuder     |

Vrouwen
| Afstand  | 1e                | 2e               | 3e                    |
| -------- | ----------------- | ---------------- | --------------------- |
| 1e 500m  | Christine Aaftink | Annamarie Thomas | Andrea Nuyt           |
| 1e 1000m | Annamarie Thomas  | Andrea Nuyt      | Christine Aaftink     |
| 2e 500m  | Annamarie Thomas  | Andrea Nuyt      | Christine Aaftink     |
| 2e 1000m | Annamarie Thomas  | Sandra Zwolle    | Léontine van Meggelen |

## Eindklassementen

### Mannen
| Rang   | Schaatser           | Punten     | 500m           | 1000m        | 500m       | 1000m        |
| ------ | ------------------- | ---------- | -------------- | ------------ | ---------- | ------------ |
| Goud   | Gerard van Velde    | 156.205 BR | 1.39,30 (1)    | 1.18,94 (1)  | 38,52 (1)  | 1.17,83 (1)  |
| Zilver | Jakko Jan Leeuwangh | 157.715    | 1.39,54 (3)    | 1.19,25 (2)  | 39,18 (2)  | 1.18,74 (2)  |
| Brons  | Jan Bos             | 159.245    | 1.39,92 (6)    | 1.19,65 (3)  | 39,79 (7)  | 1.19,42 (4)  |
| 4      | Arjan Schreuder     | 160.005    | 1.40,26 (12)   | 1.20,55 (5)  | 39,91 (9)  | 1.19,12 (3)  |
| 5      | Nico van der Vlies  | 160.130    | 1.39,99 (8)    | 1.21,04 (8)  | 39,66 (4)  | 1.19,92 (6)  |
| 6      | Maarten Blanken     | 160.425    | 1.39,33 (2)    | 1.21,56 (10) | 39,59 (3)  | 1.21,45 (13) |
| 7      | Rogier Pastor       | 160.480    | 1.39,65 (4)    | 1.21,70 (11) | 39,78 (6)  | 1.20,40 (9)  |
| 8      | Andries Kramer      | 160.540    | 1.39,82 (5)    | 1.21,39 (9)  | 39,72 (5)  | 1.20,61 (10) |
| 9      | Arnold van der Poel | 160.710    | 1.40,17 (9)    | 1.20,40 (4)  | 40,39 (16) | 1.19,90 (5)  |
| 10     | Erben Wennemars     | 161.050    | 1.40,56 (14)   | 1.20,86 (7)  | 40,03 (11) | 1.20,06 (7)  |
| 11     | Sander Velt         | 161.750    | 1.40,22 (11)   | 1.22,04 (12) | 39,85 (8)  | 1.21,32 (11) |
| 12     | Niels Greidanus     | 162.165    | 1.39,92 (6)    | 1.22,92 (15) | 40,06 (13) | 1.21,45 (13) |
| 13     | Hans Janssen        | 162.720    | 1.40,52 (13)   | 1.22,72 (13) | 40,03 (11) | 1.21,62 (15) |
| 14     | Frank van der Kley  | 163.175    | 1.40,78 (15)   | 1.22,81 (14) | 40,27 (15) | 1.21,44 (12) |
| 15     | Rien Smulders       | 163.505    | 1.40,20 (10)   | 1.23,53 (16) | 40,15 (14) | 1.22,78 (16) |
| 16     | Erik Bouwman        | 199.145    | 1.18,81 (16) * | 1.20,68 (6)  | 39,93 (10) | 1.20,13 (8)  |

BR = baanrecord
* = met val

### Vrouwen
| Rang   | Schaatsster           | Punten     | 500m       | 1000m        | 500m       | 1000m        |
| ------ | --------------------- | ---------- | ---------- | ------------ | ---------- | ------------ |
| Goud   | Annamarie Thomas      | 171.175 BR | 43,04 (2)  | 1.26,33 (1)  | 42,54 (1)  | 1.24,86 (1)  |
| Zilver | Christine Aaftink     | 173.470    | 43,02 (1)  | 1.28,02 (3)  | 43,08 (3)  | 1.28,72 (4)  |
| Brons  | Andrea Nuyt           | 173.685    | 43,36 (3)  | 1.27,70 (2)  | 42,92 (2)  | 1.27,11 (5)  |
| 4      | Sandra Zwolle         | 173.795    | 43,63 (4)  | 1.28,59 (5)  | 43,23 (4)  | 1.25,28 (2)  |
| 5      | Léontine van Meggelen | 175.080    | 43,76 (5)  | 1.28,56 (4)  | 43,81 (6)  | 1.26,46 (3)  |
| 6      | Marianne Timmer       | 176.850    | 44,21 (6)  | 1.28,81 (6)  | 43,74 (5)  | 1.28,99 (7)  |
| 7      | Marieke Wijsman       | 179.135    | 44,95 (8)  | 1.29,29 (7)  | 45,21 (10) | 1.28,66 (6)  |
| 8      | Colette Zee           | 179.965 pr | 45,38 (10) | 1.29,71 (8)  | 45,00 (9)  | 1.29,46 (8)  |
| 9      | Elke Zijlstra         | 180.865    | 44,92 (7)  | 1.31,45 (9)  | 44,99 (8)  | 1.30,46 (9)  |
| 10     | Anja Bollaart         | 182.865    | 45,18 (9)  | 1.32,50 (10) | 44,93 (7)  | 1.33,01 (12) |
| 11     | Linda Verdouw         | 184.975 pr | 45,94 (11) | 1.33,07 (11) | 46,00 (12) | 1.33,00 (11) |
| 12     | Kaśka Rogulska        | 184.980    | 46,61 (12) | 1.33,59 (12) | 45,40 (11) | 1.32,35 (10) |

BR = baanrecord
pr = persoonlijk record